# Postprandiell trötthet
Postprandiell trötthet kallas en dåsighet som kommer av att kroppen efter intagande av föda uppreglerar det parasympatiska nervsystemet för att fokusera på matsmältningen.

## Paltkoma
Paltkoma är ett norrländskt dialektalt uttryck som blev riksbekant genom tv-programmet Värsta språket. Ordet beskriver enligt Norrländsk uppslagsbok "det fullständigt utslocknade tillstånd av total kroppslig utmattning som inträder kort efter inmundigandet av ett stort antal (pite)paltar" .
Andra dialektala ord för paltkoma är paltschwimen, grötsvimmen, och matkoma.

## Etymologi
- Wiktionary har ett uppslag om paltkoma.